# Eucalyptus capillosa
Espèce
Eucalyptus capillosa, le Wandoo de la Wheatbelt, est une espèce de plantes de la famille des Myrtaceae. C'est un arbre de type mallee originaire de la wheatbelt en Australie-Occidentale.

## Liste des sous-espèces
Selon World Checklist of Selected Plant Families (WCSP) (31 janv. 2013) :
- sous-espèce Eucalyptus capillosa subsp. capillosa
- sous-espèce Eucalyptus capillosa subsp. polyclada Brooker & Hopper (1991)

Selon Tropicos (31 janv. 2013) :
- sous-espèce Eucalyptus capillosa subsp. capillosa
- sous-espèce Eucalyptus capillosa subsp. polyclada Brooker & Hopper